# 581. Volksgrenadier-Division
Die 581. Volksgrenadier-Division war ein Großverband der deutschen Wehrmacht im Zweiten Weltkrieg.

## Geschichte
Die 581. Volksgrenadier-Division wurde am 26. August 1944 in der 32. Aufstellungswelle im Raum Flensburg durch den Wehrkreis X aufgestellt. Die Aufstellung war bis 31. Oktober 1944 geplant. Noch in der Aufstellungsphase befindlich, wurde die Division am 21. September 1944 in die noch nicht aufgestellte 352. Volks-Grenadier-Division, welche u. a. aus der zerschlagenen 352. Infanterie-Division gebildet wurde, umbenannt. Es wurde kein Kommandeur ernannt. 

## Gliederung zur Aufstellung
- Grenadier-Regiment 1203 (2 Bataillone; mit der Auflösung in Grenadier-Regiment 914 umbenannt)
- Grenadier-Regiment 1204 (2 Bataillone; mit der Auflösung in Grenadier-Regiment 915 umbenannt)
- Grenadier-Regiment 1205 (2 Bataillone; mit der Auflösung in Grenadier-Regiment 916 umbenannt)
- Artillerie-Regiment 1581 (4 Batterien; mit der Auflösung in Artillerie-Regiment 352 umbenannt)
- Divisions-Einheiten 1581 (mit der Auflösung in Divisions-Einheiten 352 umbenannt)